# Goślub
Goślub [pronunciación en polaco: /ˈɡɔɕlup/] es un pueblo ubicado en el distrito administrativo de Gmina Piątek, dentro del condado de Łęczyca, Voivodato de Łódź, en el centro de Polonia. Se encuentra a unos 4 kilómetros al noroeste de Piątek, a 17 kilómetros al este de Łęczyca, y a 34 kilómetros al norte de la capital regional Łódź.